# Keremeos Columns Provincial Park
Der Keremeos Columns Provincial Park ist ein nur 20 ha großer Provinzpark im kanadischen British Columbia. 

## Lage
Der Park liegt etwa 10 Kilometer nordnordwestlich von Keremeos im Regional District of Okanagan-Similkameen nahe dem British Columbia Highway 3A. Bei dem Park handelt es sich um einen sogenannten Backcountry Park, das heißt, es führen keine offiziellen Straßen in den Park. Er liegt in einem Seitental des Similkameen Valley.
Bei dem Park handelt es sich um ein Schutzgebiet der Kategorie III (Naturdenkmal).
Der Park ist nach hier vorkommenden, überwiegend sechseckigen Basaltsäulen benannt. Diese erstarrten Lavasäulen entstanden vor mehr als dreißig Millionen Jahren als das geschmolzene Gestein langsam abkühlte. Die hohe Klippe mit den Säulen liegt allerdings außerhalb der Grenzen des Parks, sind aber von diesem aus gut sichtbar. Die Formation ist ein ähnliches geologisches Phänomen wie der Giant’s Causeway in Nordirland oder das Devils Tower National Monument in Wyoming.
Innerhalb des Ökosystems von British Columbia, welches mit der Biogeoclimatic Ecological Classification (BEC) Zoning System  in verschiedene biogeoklimatischen Zonen eingeteilt wird, ist das Gebiet der Interior Douglas-fir Zone zugeordnet. Im Park wachsen überwiegend Douglasien und viel Bitterwurz.

## Geschichte
Wie bei fast allen Provinzparks in British Columbia gilt auch für diesen, dass er lange bevor die Gegend von europäischen Einwanderern besiedelt oder sie Teil eines Parks wurde Jagd- und Fischereigebiet verschiedener Stämme der First Nations, hier die Lower Similkameen, welche zu den Okanagan gehören, war.
Der Park wurde am 31. Juli 1931 gegründet und gehört damit zu den zehn der ältesten der Provincial Parks in British Columbia.